# Escrita iazidi

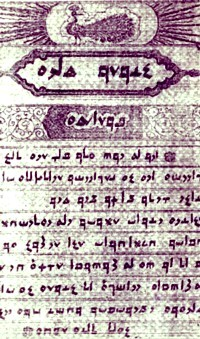
Papel com escrita iazidi

A escrita iazidi é usada pelos iazidis para escrever a língua curda, especificamente no dialeto Curmânji (também chamado de curdo do norte). A escrita foi encontrada em manuscritos históricos como Livro Negro (eṣḥefa Reş) e Livro do Apocalipse Yazidi (Kitêba Cilwe]). Em 2013, o Conselho Espiritual de Yezidis na Geórgia decidiu reviver a escrita Yezidi. Yezidi é escrito da direita para a esquerda. A versão moderna de Yezidi é um alfabeto e não usa ligaduras.
A escrita Yezidi foi adicionado ao Unicode versão 13.0 em março de 2020. 47 são caracteres no Bloco da escrita.